# LGBT práva v Bulharsku

Duhová mapa Bulharska

Lesby, gayové, bisexuálové a translidé (LGBT) se v Bulharsku mohou setkávat s právními obtížemi neznámými pro heterosexuální spoluobčany. Mužský i ženský stejnopohlavní sexuální styk je zde legální, ale domácnostem tvořeným stejnopohlavními páry se nedostává stejné právní ochrany, jakou mají různopohlavní páry.
Bulharsko jako většina států střední a východní Evropy má tendenci uplatňovat v otázce homosexuality spíše ideologii sociálního konzervatismu.

## Zákony proti homosexualitě

### Před osvobozením
Homosexualita byla dekriminalizovaná v r. 1858 v celé Osmanské říši, tudíž i na území Bulharska, které bylo její součástí. Po osvobození Bulharska došlo k její rekriminalizaci.

### 1878–1968
Po Osvobození Bulharska r. 1878 si země vytvořila vlastní trestní zákoník, který se stal účinným 1. května 1896, a z homosexuálnch styků mezi muži staršími 16 let se učinil opět trestný činem s trestem odnětí svobody v délce tvrání 6 měsíců. Po novele trestního zákoníku 13. března 1951 se zvýšil trest za homosexuální styky z 6 měsíců na 3 roky odnětí svobody.
Teprve až další novela trestního zákoníku 1. května 1968 homosexuální styky dekriminalizovala.

### Trestní proces z července 1964
V červenci 1964 bylo 26 mužů obviněno a odsouzeno za praktikování homosexuálních styků. Mezi odsouzenými byli rovněž také známý herec Georgi Partsalev a jeden z nejoblíbenějších bulharských zpěváků Emil Dimitrov. Odborníci tvrdí, že proces měl veřejnost upozorňovat na úpadek západní kultury. V průběhu 60. let se tu objevilo i pár dalších procesů, v nichž byli rovněž odsouzeni i lidé z místní smetánky.
Později r. 1966, když vznikal nový Trestní zákoník, skupina odborníků rozhodla, že homosexuální styky by už neměly být považovány za trestný čin, jelikož lesby a gayové jsou nemocní lidé, kteří by neměli být trestáni za utrpení plynoucího z jejich nemoci. Počínaje 1. květnem 1968, kdy vstoupil v účinnost nový Trestní zákoník, byly homosexuální styky legální.

## Ochrana proti diskriminaci
Od r. 2003 byly přijaty anti-diskriminační zákony proti diskriminaci a zločinům z nenávisti založeným na sexuální orientaci ve všech oblastech. Novela tohoto zákona, která by před diskriminací chránila také transsexuální lidi a ty, kteří procházejí změnou pohlaví, čeká na vyjádření parlamentu. S nedcházejícím přijetím nového Trestního zákona se zločiny z nenávisti namířené proti LGBT lidé kriminalizují.

## Stejnopohlavní soužití
Od r. 1991 Ústava Bulharské republiky jasně vymezuje manželství jako svazek tvořený mužem a ženou, čímž stejnopohlavní manželství zakazuje.
V r. 2012 na otázku, zda by homosexuální páry mohly v budoucnu očekávat rozšíření svých práv, jakými je třeba manželství a adopce dětí, bulharský premiér Boyko Borisov uvedl: "Na to, aby se mohly uskutečnit takovéto kroky, musí být společnost nejprve připravená."
V r. 2017 podal bulharský homosexuální pár, který uzavřel sňatek ve Velké Británii, žádost o uznání jejich svazku ze strany bulharských úřadů. V lednu 2018 byla jeho žádost zamítnutá Správním soudem v Sofii.

## Veřejné mínění
| Postoj Bulharů ke stejnopohlavnímu manželství (2006) |              |           |                |             |       |
| Postoj Bulharů ke stejnopohlavnímu manželství (2006) | ROZHODNĚ PRO | SPÍŠE PRO | ROZHODNĚ PROTI | SPÍŠE PROTI | NEVÍM |
| ---------------------------------------------------- | ------------ | --------- | -------------- | ----------- | ----- |
| Jste pro legalizaci stejnopohlavního manželství?     | 5%           | 10%       | 43%            | 22%         | 20%   |

Statistika Pew Global Attitudes z r. 2002 ukázala, že 37 % Bulharů považuje homosexualitu za společensky akceptovatelnou. Jiné šetření z r. 2007 od té samé společnosti ukázalo nepatrný nárůst, a sice na 39 %.
Podle průzkumu EU z r. 2006 15 % Bulharů podporuje stejnopohlavní manželství, zatímco 65 je proti.
Průzkum veřejného mínění Skala konaný pod záštitou bulharských sociologů z r. 2007 ukázal, že by 42,4 % Bulharů by nechtěla mít homosexuálního kamaráda nebo spolupracovníka. 46 % řeklo, že by pro ně byl problém, kdyby jejich dítě bylo gay nebo lesba.
Průzkum veřejného mínění z r. 2012 ukázal, že procento zdejších lidí, kteří by nechtěli pracovat s homosexuálním kolegou, kleslo na 38 %. Analýza veřejného mínění znázorňuje větší vstřícnost Bulharů k lesbám, než ke gayům. 26 % respondentů by odmítlo pracovat s lesbickou ženou.

## Životní podmínky

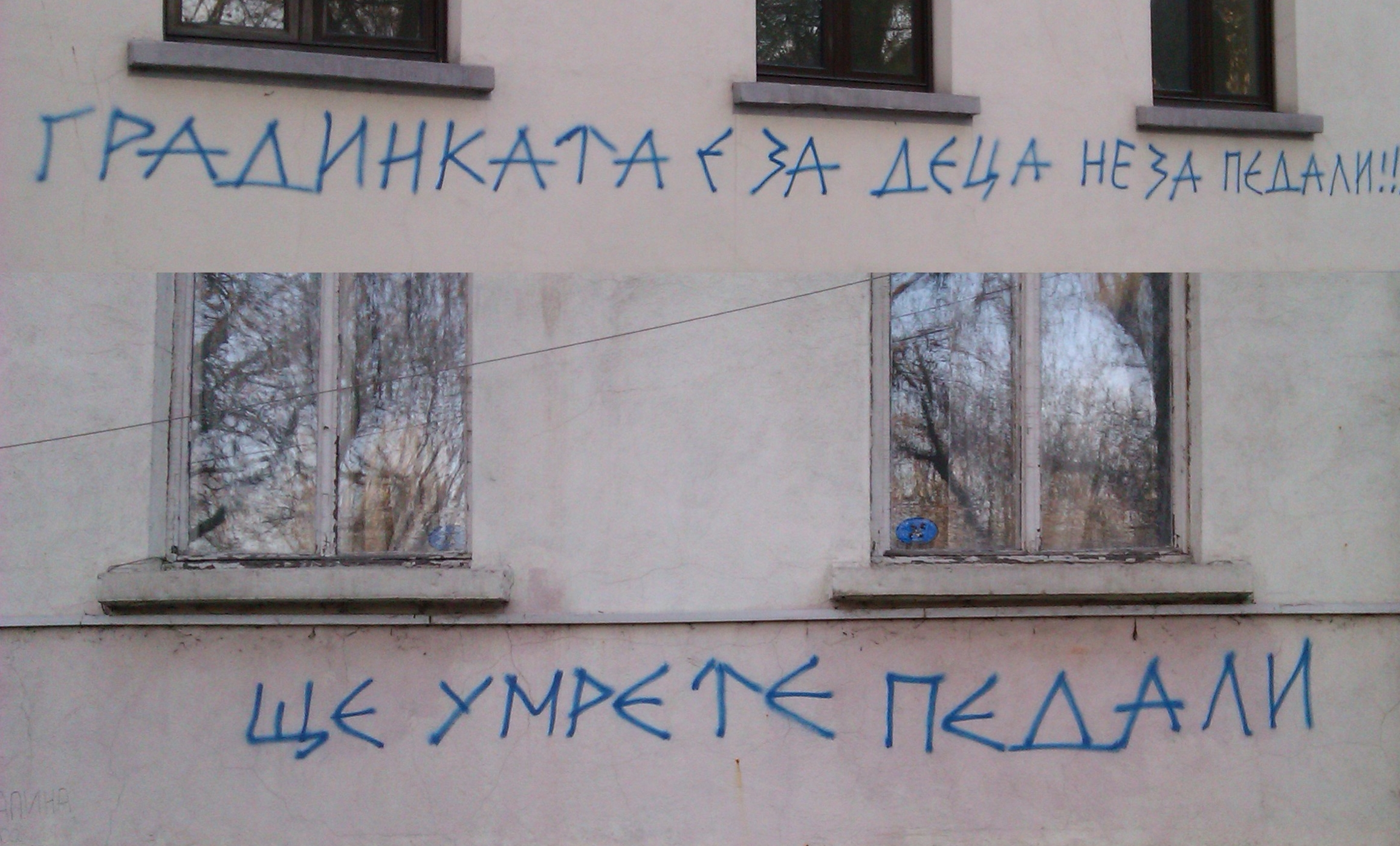
Homofobní graffiti v Sofii

Většina gay kultury v Bulharsku se nachází v Sofii. Dále tu jsou další podniky v Plovdivu, Varně a Blagoevgradu. Mimo tato větší města jsou taková témata tabu a jsou velmi zřídka přijímána.

### Trans a intersex v Bulharsku
Nejsou známy žádné oficiální údaje o Bulharech, kteří podstoupili změnu pohlaví. Pokud osoba podstoupí chirurgickou změnu pohlaví, jsou místní úřady povinné jí vystavit nový cestovní pas, řidičský průkaz, občanský průkaz, rodný list a rodné číslo, aby došlo k úplnému fyzickému i úřadnímu uznání jejich nového pohlaví. Jeden případ neumožněného podstoupení chirurgické změny se dostal k soudu, který rozhodl ve prospěch žalujícího. Nicméně bez chirurgického zásahu nelze provést úřední změnu. Nejsou tu však žádné zákony, které by přímo regulovaly operativní změny pohlaví, které jsou většinou prováděny soukromými klinikami a za velmi vysoké ceny.
Novela z r. 2003 o ochraně proti diskriminaci čeká na stanovisko parlamentu. Zákon by chránil trans osoby a osoby podstupující chirurgickou změnu pohlaví. Rovněž výraz gender by měl být zahrnut do Listini základních práv a svobod. Genderová identita a její uznání nejsou oficiálně zahrnuty do nového Trestního zákoníku. Podle LGBT organizací jsou translidé často marginalizováni. Navíc si zde mnoho lidí myslí, že transsexualita a transvestitismus jsou jedna a ta samá věc.
Intersex osoby jsou v Bulharsku ještě více marginalizováni a přehlíženi než translidé. Podle zpráv velká část Bulharů je špatně označuje jako hermafrodity než za intersexuály. Nejsou známy žádné údaje o narození novorozenců s neurčitým pohlavím. Standardním postupem v případě narození intersexuálních dětí je zpravidla odstranění mužských pohlavních orgánů, jelikož je tento postup mnohem jednodušší než odstranit ženské pohlavní orgány. Rodiče jsou o těchto zákrocích informováni jenom zřídka, což má někdy za následek pozdější potíže s genderovou identitou. Neexistují zde žádné zákony ohledně intersexuálů.

### Kauza Pazardžik
V listopadu 2009 zastupitelstvo města Pazardžik rozhodlo o přijetí článku 14, který zakazuje veřejnou demonstraci jiných sexuálních orientací. LGBT organizace toto rozhodnutí napadly a obvinily zastupitelstvo z diskriminace. V říjnu 2011 Okresní soud města Pazardžik rozhodl, že takové jednání bylo protiprávní.

### LGBT organizace
Hlavní LGBT organizací v Bulharsku je LGBT Action(bulharsky ЛГБТ Действие). Založená byla v r. 2010 a současně je největší organizací bojující za práva sexuálních menšin v zemi. Sídlí v Sofii, kde se také podílí na organizaci festivalu Sofia Pride a skupinových terapií pro LGBT mládež.
Bilitis (bulharsky Билитис) je druhou největší bulharskou organizací tohoto typu. Založená byla v r. 2002 a zaměřuje se především na ochranu práv leseb, bisexuálních žen a translidí. Její pole působnosti je rozprostřené po celé zemi.
LGBT Plovdiv (bulharsky ЛГБТ Пловдив je malá organizace založená ve stejnojmenném městě a působí také pouze v této oblasti.

### Festivaly hrdosti
Bulharské pochody gay pride se konají pouze v hlavním městě Sofii. První se odehrál v r. 2008 a měl okolo 150 účastníků, kteří pak byli následně napadeni zápalnými lahvemi a kameny. Více než 60 pachatelů bylo pozatýkáno a potrestáno.
Další pochody už proběhly bez problémů a postupem času měly víc a víc účastníků. Podpory se jim dostalo jak ze strany politických stran, tak i ambasád. V r. 2015 se více než 1 500 účastníků zúčastnilo filmového a uměleckého festivalu.
Bulharská pravoslavná církev silně protestuje proti těmto manifestacím kvůli údajné demonstraci hříchu a sodomie. Před festivalem Sofia Pride 2012 řekl v novinovém rozhovoru duchovní ze Sliven, že gayové by měli být umláceni kameny.
Politické strany jako jsou Bulharská socialistická strana, Zelení, Bulharská levice a Demokraté pro silné Bulharsko podporují konání těchto pochodů navzdory faktu, že v r. 2014 daly záštitu festivalu pouze strany Zelení a Bulharská levice.. Georgi Kadiev, bývalý kandidát na primátora Sofie za Bulharskou socialistickou stranu, otevřeně vyjádřil konání gay pride podporu v r. 2011. Některé krajně pravicové strany jako například Ataka silně protestují proti pochodům hrdosti, jakož i proti homosexualitě samotné.

## Souhrnný přehled
| Legální stejnopohlavní styk                                                             | (1968)                                                                    |
| Stejný věk legální způsobilosti k pohlavnímu styku pro obě orientace                    | (2002)                                                                    |
| Anti-diskriminační legislativa ve všech oblastech                                       | (2003)                                                                    |
| Zákony proti projevům nenávisti                                                         | (2003)                                                                    |
| Zákony proti zločinům z nenávisti                                                       | (v jednání, čekají na vyjádření parlamentu)                               |
| Zákony chránící trans osoby                                                             | (2015)                                                                    |
| Stejnopohlavní manželství                                                               | (Ústava manželství striktně vymezuje jako svazek mezi mužem a ženou)      |
| Jiná forma stejnopohlavního soužití                                                     | No                                                                        |
| Uznání registrovaných partnerství, manželství a jiných institutů uzavřených v zahraničí | No                                                                        |
| Adopce dítěte partnera a společná adopce dětí stejnopohlavními páry                     | No                                                                        |
| Adopce jednotlivcem                                                                     | (jednotlivec může adoptovat bez jakýchkoli omezení na sexuální orientaci) |
| Umělé oplodnění pro lesbické ženy                                                       | (pouze pro manželské páry)                                                |
| Náhradní mateřství pro gay páry                                                         | (ilegální i pro manželské páry)                                           |
| Gayové a lesby mohou otevřeně sloužit v armádě                                          | Yes                                                                       |
| Možnost změny pohlaví                                                                   | Yes                                                                       |
| MSM smějí darovat krev                                                                  | Yes                                                                       |